# Bob James

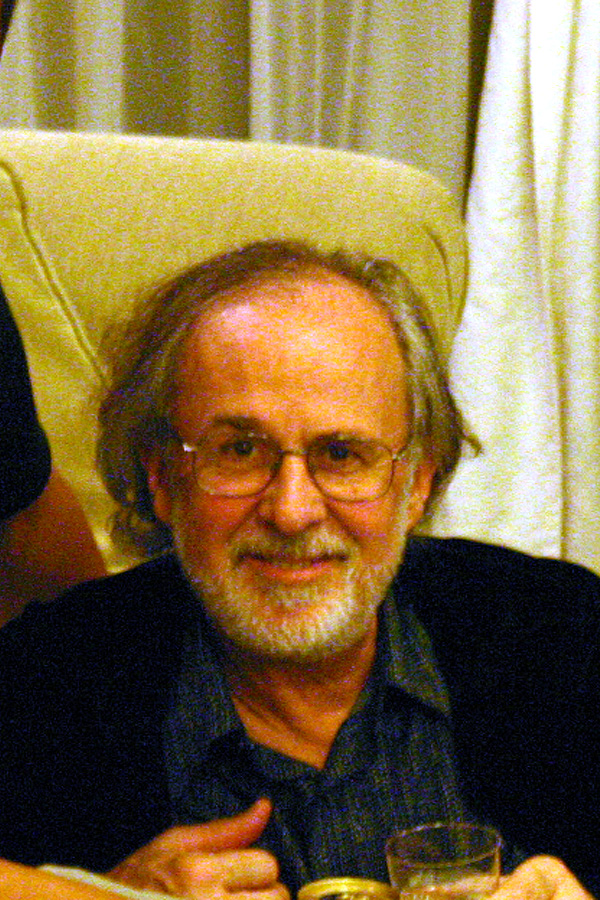
Bob James

Robert McElhiney James (* 25. Dezember 1939 in Marshall, Missouri) ist ein US-amerikanischer Pianist, Keyboarder und Arrangeur. Er wurde zweimal mit dem Grammy Award ausgezeichnet und war Anfang der 1970er Jahre ein Vertreter der Fusion-Musik, später auch des Smooth Jazz.

## Leben und Wirken
James erwarb 1962 den Master in Komposition an der University of Michigan, arbeitete dann für drei Monate bei Maynard Ferguson und von 1963 bis 1968 als Pianist und Arrangeur für Sarah Vaughan. 1962 gewann er den Wettbewerb beim Collegiate Jazz Festival; als Preis entstand – mit Quincy Jones als Produzent – sein Debütalbum Bold Conceptions für das Label Mercury Records, mit Interpretationen von Miles Davis’ Nardis und zwei Eigenkompositionen von James, Quest und Trilogy. 1965 nahm er in Triobesetzung mit Barre Phillips und Robert F. Pozar ein Album für ESP-Disk auf (Explosion), bei dem er vorher produzierte elektronische Bänder zuspielte. Danach arbeitete er als Studiomusiker u. a mit Quincy Jones, Dionne Warwick und Roberta Flack.
Im Jahr 1973 wurde er Arrangeur für Creed Taylors Label CTI; für viele Alben des CTI-Labels hat er Arrangements für Bläser- und Streichersätze beigesteuert, wie für Eric Gale, Hank Crawford und Stanley Turrentine, aber auch z. B. für einige von Grover Washington Jr.s erfolgreichsten Produktionen. 1974 bis 1977 lieferte er vier genredefinierende Platten unter eigenem Namen (betitelt One, Two, Three, BJ4), die heute nach einer allgemeinen Aufwertung der Fusion Music der 1970er Jahre einen legendären Status genießen und vielfach gesampelt wurden. Die aufwendig produzierte Musik verschmilzt gekonnt Jazzkomponenten mit Elementen aus Klassik und Pop und insbesondere Disco.
Ab den späten 1970er Jahren änderte Bob James zunehmend seinen Stil, wechselte zu Columbia und wandte sich verstärkt dem Contemporary Jazz und Smooth Jazz zu. Seine – oft von Streichern oder Big Bands begleiteten – Alben wurden melodiöser, waren aber nach wie vor stark vom Jazz beeinflusst. Diese Entwicklung zeigt sich insbesondere in seinem Wirken als Mitglied der Gruppe Fourplay, aber auch in seiner Zusammenarbeit mit anderen Musikern dieses Genres wie Earl Klugh, Kirk Whalum oder Dave McMurray.
James trat und tritt aber auch gelegentlich im Rahmen von Jazzgruppen und als Solopianist auf. Im November 2020 veröffentlichte er ein gemeinsames Album mit dem deutschen Jazztrompeter Till Brönner.

## Diskografie

### Alben
| Jahr | Titel                                                     | Höchstplatzierung, Gesamtwochen, AuszeichnungChartplatzierungen (Jahr, Titel, Platzierungen, Wochen, Auszeichnungen, Anmerkungen) | Höchstplatzierung, Gesamtwochen, AuszeichnungChartplatzierungen (Jahr, Titel, Platzierungen, Wochen, Auszeichnungen, Anmerkungen) | Höchstplatzierung, Gesamtwochen, AuszeichnungChartplatzierungen (Jahr, Titel, Platzierungen, Wochen, Auszeichnungen, Anmerkungen) | Anmerkungen                     |
| Jahr | Titel                                                     | DE | CH | US | Anmerkungen                     |
| ---- | --------------------------------------------------------- | --- | --- | --- | ------------------------------- |
| 1974 | One                                                       | — | — | US85 (14 Wo.)US | CTI                             |
| 1975 | Two                                                       | — | — | US75 (14 Wo.)US |                                 |
| 1976 | Three                                                     | — | — | US49 (27 Wo.)US |                                 |
| 1977 | BJ4                                                       | — | — | US38 (17 Wo.)US |                                 |
| 1978 | Heads                                                     | — | — | US47 (31 Wo.)US |                                 |
| 1978 | Touch Down                                                | — | — | US37 Gold · (29 Wo.)US |                                 |
| 1979 | Lucky Seven                                               | — | — | US42 (14 Wo.)US |                                 |
| 1979 | One On One                                                | — | — | US23 Gold · (33 Wo.)US | mit Earl Klugh                  |
| 1980 | H                                                         | — | — | US47 (18 Wo.)US | Tappan Zee/Columbia             |
| 1981 | All Around The Town Live                                  | — | — | US66 (16 Wo.)US |                                 |
| 1981 | Sign of The Times                                         | — | — | US56 (14 Wo.)US |                                 |
| 1982 | Hands Down                                                | — | — | US72 (17 Wo.)US |                                 |
| 1983 | The Genie (Themes & Variations From The TV Series "Taxi") | — | — | US77 (11 Wo.)US |                                 |
| 1983 | Foxie                                                     | — | — | US106 (13 Wo.)US |                                 |
| 1984 | 12                                                        | — | — | US136 (10 Wo.)US |                                 |
| 1986 | Double Vision                                             | — | CH27 (1 Wo.)CH | US50 Platin · (64 Wo.)US | Warner Bros.; mit David Sanborn |
| 1987 | Obsession                                                 | — | — | US142 (27 Wo.)US |                                 |
| 1988 | Ivory Coast                                               | — | — | US196 (2 Wo.)US |                                 |
| 1992 | Cool                                                      | — | — | US170 (3 Wo.)US | mit Earl Klugh                  |
| 1994 | Restless                                                  | — | — | US168 (2 Wo.)US |                                 |
| 2020 | On Vacation                                               | DE17 Platin (Jazz) · (11 Wo.)DE                                                                                                   | CH96 (1 Wo.)CH | — | mit Till Brönner                |

grau schraffiert: keine Chartdaten aus diesem Jahr verfügbar
Weitere Alben
- 1981: Two of a Kind (mit Earl Klugh) (Capitol)
- 1984: The Swan (Japan: CBS/SONY 1984; USA: Warner Bros. 1995)
- 1990: Grand Piano Canyon (Warner Bros.)
- 1996: Straight Up (Warner Bros.)
- 1996: Joined at the Hip (mit Kirk Whalum) (Warner Bros.)
- 2001: Dancing on the Water (Warner Bros.)
- 2003: Take It from the Top
- 2007: Angels of Shanghai
- 2013: Quartette Humaine (mit David Sanborn und Steve Gadd)
- 2020: Once Upon a Time: The Lost 1965 New York Studio Sessions

### Singles
| Jahr | Titel Album               | Höchstplatzierung, Gesamtwochen, AuszeichnungChartsChartplatzierungen (Jahr, Titel, Album, Platzierungen, Wochen, Auszeichnungen, Anmerkungen) | Anmerkungen |
| Jahr | Titel Album               | US | Anmerkungen |
| ---- | ------------------------- | --- | ----------- |
| 1974 | Feel Like Makin’ Love One | US88 (2 Wo.)US |             |

## Lexikalische Einträge
- Ian Carr, Brian Priestley, Digby Fairweather (Hrsg.): Rough Guide Jazz. ISBN 1-85828-137-7.
- Leonard Feather, Ira Gitler: The Biographical Encyclopedia of Jazz. Oxford University Press, Oxford usw. 1999, ISBN 0-19-532000-X.
- Martin Kunzler: Jazz-Lexikon. Band 1. Rowohlt, Reinbek 2002, ISBN 3-499-16512-0.

### Musikbeispiele
- Bob James: Nautilus auf YouTube
- Bob James: Take Me to the Mardi Gras auf YouTube
- Bob James: Sign of the Times auf YouTube